# Risate con i Flintstones
Risate con i Flintstones (The Flintstones Comedy Show) è una serie televisiva a cartoni animati prodotta da Hanna-Barbera e basata sui personaggi de I Flintstones.

## The Flintstone Family Adventures

### Stagione 1
1. R.V. Fever (November 20, 1980) -
2. Sands of Saharastone (November 27, 1980) -
3. Gold Fever (December 4, 1980) -
4. Bogged Down (December 11, 1980) -
5. Be Patient, Fred (December 18, 1980) -
6. Country Club Clods (December 25, 1980) -
7. The Rockdale Diet (January 1, 1981) -
8. Dino's Girl (January 8, 1981) -
9. The Gourmet Dinner (January 15, 1981) -
10. The Stand-In (January 22, 1981) -
11. Go Take a Hike (January 29, 1981) -

### Stagione 2
1. The Great Bedrock Air Race (September 12, 1981) -
2. Fred's Last Resort (September 19, 1981) -
3. The Not-Such-A-Pleasure Cruise (September 26, 1981) -
4. Fred's Big Top Flop (October 3, 1981) -
5. In a Stew (October 10, 1981) -
6. Fred vs. the Energy Crisis (October 17, 1981) -
7. Fred's Friend in Need (October 24, 1981) -

## Bedrock Cops

### Stagione 1
1. Fred Goes Ape (November 20, 1980) -
2. Off the Beaten Track (November 27, 1980) -
3. A Bad Case of Rockjaw (December 4, 1980) -
4. Follow That Dogasaurus (December 11, 1980) -
5. Mountain Frustration (December 18, 1980) -
6. Bedlam on the Bedrock Express (December 25, 1980) -
7. Hot Air to Spare (January 1, 1981) -
8. Rockjaw Rides Again (January 8, 1981) -
9. Pretty Kitty (January 15, 1981) -
10. The Roller Robber (January 22, 1981) -
11. Put Up Your Duke (January 29, 1981) -

### Stagione 2
1. Undercover Shmoo (September 12, 1981) -
2. On the Ball (September 19, 1981) -
3. Shop Treatment (September 26, 1981) -
4. Country Clubbed (October 3, 1981) -
5. Barney and the Bandit (October 10, 1981) -
6. Shore Thing (October 17, 1981) -
7. Rotten Actors (October 24, 1981) -

## Pebbles, Dino and Bamm-Bamm

### Stagione 1
1. Ghost Sitters (November 20, 1980) -
2. The Secret of Scary Valley (November 27, 1980) -
3. The Witch of the Wardrobe (December 4, 1980) -
4. Monster Madness (December 11, 1980) -
5. The Show Must Go On (December 18, 1980) -
6. The Beast of Muscle Rock Beach (December 25, 1980) -
7. In Tune With Terror (January 1, 1981) -
8. The Curse of Tutrockmen (January 8, 1981) -
9. The Hideous Hiss of the Lizard Monster (January 15, 1981) -
10. The Legend of Haunted Forest (January 22, 1981) -
11. Double Trouble with Little John Silverock (January 29, 1981) -

### Stagione 2
1. A Night of Fright (September 12, 1981) -
2. The Dust Devil of Palm Rock Springs (September 19, 1981) -
3. Dino and the Zombies (September 26, 1981) -
4. The Ghost of the Neanderthal Giant (October 3, 1981) -
5. Creature From the Rock Lagoon (October 10, 1981) -
6. Dino and the Giant Spiders (October 17, 1981) -
7. The Ghastly Gatorsaurus (October 24, 1981) -

## Captain Caveman

### Stagione 1
1. Clownfoot (November 20, 1977) -
2. The Masquerader (November 27, 1977) -
3. The Animal Master (December 4, 1977) -
4. The Mole (December 11, 1977) -
5. Rollerman (December 18, 1978) -
6. Vulcan (December 25, 1978) -
7. Punk Rock (January 1, 1978) -
8. Braino (January 8, 1979) -
9. The Incredible Hunk (January 15, 1979) -
10. The Ice Man (January 22, 1980) -
11. The Mummy Worse (January 29, 1980) -

### Stagione 2
1. Pinkbeard (September 12, 1981) -
2. The Blimp (September 19, 1981) -
3. Futuro (September 26, 1981) -
4. Mister Big (October 3, 1982) -
5. Stormfront and Weathergirl (October 10, 1982) -
6. Crypto (October 17, 1983) -
7. Presto (October 24, 1983) -

## Dino and Cavemouse

### Stagione 1
1. Mouse Cleaning / Quiet Please (November 22, 1980)
2. Camp Out Mouse / Piece O'Cake (November 29, 1980)
3. Beach Party / Ghost Mouse (December 6, 1980)
4. Disco Dino / Going Ape (December 13, 1980)
5. Finger Lick'n Bad / Wet Paint (December 20, 1980)
6. Flying Mouse / Rocko Socko (December 27, 1980)
7. Aloha Mouse / Arcade Antics (January 3, 1981)
8. Dino Comes Home / Robin Mouse (January 10, 1981)
9. A Fool for Pool / L'il Orphan Alphie (January 17, 1981)
10. Abra-Ca-Dino / The Bedrock 500 (January 24, 1981)
11. Double Trouble / Pow Pow the Dyno-Mite (January 31, 1981)

### Stagione 2
1. Goofed Up Golf / Sleepy Time Trouble (September 12, 1981)
2. S'No Place Like Home / Super-Dupes (September 19, 1981)
3. Dinner for Two / Invasion of the Cheese Snatchers (September 26, 1981)
4. Handle With Scare / The World's Strongest Mouse (October 3, 1981)
5. Bats All / Trick or Treat (October 10, 1981)
6. Do or Diet / Mouse for Sale (October 17, 1981)
7. Maltcheese Falcon / The Invisible Mouse (October 24, 1981)

## The Frankenstones

### Stagione 1
1. Birthday Boy (November 20, 1980) -
2. Potion Problems (November 27, 1980) -
3. A Night on the Town (December 4, 1980) -
4. Out of Their League (December 11, 1980) -
5. Clone for a Day (December 18, 1980) -
6. A Star is Born (December 25, 1980) -
7. A Rock-Pox on You (January 1, 1981) -
8. The Luck Stops Here (January 8, 1981) -
9. The Monster of Invention (January 15, 1981) -
10. Rock and Rolling Frankenstone (January 22, 1981) -
11. Sand Doom (January 29, 1981) -

### Stagione 2
1. Pet Peeves (September 12, 1981) -
2. The Charity Bizarre (September 19, 1981) -
3. Getting the Business (September 26, 1981) -
4. Ugly is Only Skin Deep (October 3, 1981) -
5. Three Days of the Mastodon (October 10, 1981) -
6. First Family Fiasco (October 17, 1981) -
7. House Wars (October 24, 1981)